# Prototype à terre
Le prototype à terre (PAT) est un réacteur nucléaire de recherche sur la propulsion nucléaire navale du programme nucléaire français, développé durant les années 1960. C'est un réacteur à eau pressurisée qui fonctionne avec de l'oxyde d'uranium enrichi fourni à la France par les Américains en 1959. Il est situé à Cadarache et conçu par le département de construction des piles du CEA.

## Historique
La maîtrise d'ouvrage du PAT est confiée au Groupe de propulsion nucléaire (GPN) au sein du CEA, renommé par la suite département de propulsion nucléaire. Le GPN est dirigé par Jacques Chevallier à partir du printemps 1959. Le 11 septembre 1959 sont adressées au GPN les caractéristiques demandées par la Marine pour l'installation de propulsion nucléaire. L'avant-projet est remis le 17 novembre 1959. Le devis s'élève alors à 180 millions de francs de 1959. En 1960 débute la construction du prototype à terre (PAT).
La pile critique Azur, un modèle réduit du PAT, diverge le 9 avril 1962 et permet de réaliser des essais.
La construction du PAT débute en 1960. En février 1963 la cuve du réacteur est installée, construite par l'arsenal d'Indret, comme les deux générateurs de vapeur et le pressuriseur et autres capacités sous pression. Les équipes d'Indret montent aussi les circuits primaire et secondaire externes.
Le PAT diverge le 14 août 1964 et atteint sa pleine puissance 10 jours plus tard,.
Du 20 octobre au 18 décembre 1964, le PAT se lance dans une croisière virtuelle, fonctionnement équivalent à un tour du monde. Ce type de réacteur sera installé à partir de 1971 sur les sous marin nucléaires lanceurs d'engin français (SNLE), dont le premier sera Le Redoutable. Lors de son exploitation qui durera jusqu'en octobre 1992, le PAT divergera plus de 3 500 fois et servira à la formation de 2 800 marins.
En 1974, le prototype baptisé « CAP » pour « Chaufferie avancée prototype » prend le relais du PAT et permet de valider un nouveau concept d'intégration du circuit primaire dans la cuve, qui permet d'avoir un réacteur nucléaire plus petit - modèle K48 - destiné aux sous-marins nucléaires d'attaque de la classe Rubis.
Le PAT est définitivement arrêté en octobre 1992 et TechnicAtome a été chargé par le CEA de réaliser son démantèlement à partir de 1994. En 2002, le combustible nucléaire du PAT est entièrement déchargé et les circuits vidangés (niveau 1 du démantèlement).

## Caractéristiques
Il s'agit d'un réacteur à eau pressurisée à deux boucles primaires externes comportant chacune deux pompes, installé dans un tronçon de coque de sous-marin immergé dans une piscine. Le type de fermeture de la cuve, par tampon plat épais, permet de réduire au minimum le diamètre du couvercle (pour faciliter démontage et déchargement).
Le cœur est constitué d'éléments combustibles de type à plaques.
Les mécanismes de commandes sont de type « croix de contrôle ».
Ce réacteur utilisait dans un premier temps de l'uranium fortement enrichi (à 90 %). La France ne disposant pas, à l'époque, de capacité d'enrichissement suffisante, la première charge sera fournie par les États-Unis en 1959, à condition qu'elle soit réservée à un usage de recherche. Par la suite ont été mis au point des cœurs dits « à longue durée de vie », chargés avec de l'uranium moyennement enrichi (inf. à 20 %), permettant d’alimenter un sous-marin durant plus de la moitié de sa vie.